# سيانغ علوية
سيانغ علوية رمزها «US» (بالإنجليزية: Upper  Siang)‏ ، هو تقسيم إداري لدولة الهند تتبع ولاية أروناجل برديش (بالإنجليزية: Arunachal  Pradesh)‏ ، مركزها هو مدينة يانجكونج (بالإنجليزية: Yingkiong)‏ عدد سكانها حسب تعداد سنة 2001 هو 33,146 ، مساحتها 6,188 كم² وكثافة السكان 5 لكل كم² .